# Komisja śledcza ds. banków i nadzoru bankowego
Komisja śledcza do zbadania rozstrzygnięć dotyczących przekształceń kapitałowych i własnościowych w sektorze bankowym oraz działań organów nadzoru bankowego w okresie od 4 czerwca 1989 r. do 19 marca 2006 r. – sejmowa komisja śledcza powołana 24 marca 2006 do zbadania m.in. prawidłowości i celowości działań Narodowego Banku Polskiego i Komisji Nadzoru Bankowego jako organów nadzoru bankowego w latach 1989–2006.

## Powołanie
Wniosek o powołanie Komisji Śledczej złożył klub parlamentarny Prawa i Sprawiedliwości.
Uchwałę podjęto 24 marca 2006 (głosowało: 419, za: 251, przeciw: 168, wstrzymało się:, nie głosowało: 41). Za powołaniem komisji głosowało 148 posłów Prawa i Sprawiedliwości, 50 Samoobrony, 29 Ligi Polskich Rodzin, 22 Polskiego Stronnictwa Ludowego oraz 2 niezrzeszonych. Przeciw głosowało 118 posłów Platformy Obywatelskiej, 47 Sojuszu Lewicy Demokratycznej, 1 Ligi Polskich Rodzin oraz 2 niezrzeszonych.
Przebieg wyboru składu komisji był kontrowersyjny. Platforma Obywatelska mająca w Sejmie niewiele mniej posłów niż PiS, otrzymała dwukrotnie mniejszą reprezentację w Komisji. Posłowie tej partii przypominali, że w poprzedniej kadencji Sejmu, to największe ugrupowanie rezygnowało z miejsc w komisjach na rzecz opozycji. Podobnie przebiegał wybór wiceprzewodniczących – żaden z posłów Platformy nie został wybrany na to stanowisko.

## Skład komisji
W skład Komisji wchodzi 10 członków, których wybrano 12 maja 2006.
- Przewodniczący:
  - Adam Hofman (PiS)
- Wiceprzewodniczący:
  - Waldemar Nowakowski, członek klubu parlamentarnego PSL
  - Szymon Pawłowski (LPR)
  - Marek Sawicki (PSL)
- Pozostali członkowie:
  - Andrzej Dera (PiS)
  - Artur Zawisza (Prawica Rzeczypospolitej)
  - Marian Goliński (PiS), powołany 27 kwietnia 2007
- Byli członkowie:
  - Jacek Kościelniak (PiS), powołany 12 maja 2006, odwołany 26 kwietnia 2007
  - Tomasz Szczypiński (PO), powołany 12 maja 2006, odwołany 26 kwietnia 2007
  - Aleksander Grad (PO), powołany 12 maja 2006, odwołany 26 kwietnia 2007
  - Małgorzata Ostrowska (SLD), powołana 12 maja 2006, odwołana 26 kwietnia 2007

## Kompetencje
Komisja ma za zadanie zbadać (art 2. uchwały powołującej Komisję):
1. prawidłowość i celowość działań Narodowego Banku Polskiego i Komisji Nadzoru Bankowego jako organów nadzoru bankowego w okresie od 4 czerwca 1989. do 19 marca 2006 w szczególności w zakresie (pkt 1):
  1. udzielanie zezwoleń na utworzenie banku oraz rozpoczęcie jego działalności,
  2. udzielanie zezwoleń na wykonywanie prawa głosu z akcji banków,
  3. rzetelność, w tym kompletność, materiałów przygotowywanych przez Generalny Inspektorat Nadzoru Bankowego na posiedzenia Komisji Nadzoru Bankowego w sprawach udzielania zezwoleń na utworzenie banku oraz rozpoczęcie jego działalności, a także udzielania zezwoleń na wykonywanie prawa głosu z akcji banków.
  4. dokumentowania działań organów nadzoru bankowego;
2. kształt systemu bankowego w Polsce w porównaniu z innymi, w szczególności średnimi i dużymi krajami Unii Europejskiej i przyczyn tego stanu oraz wpływu organów nadzoru bankowego na ten stan, w tym w szczególności zbadanie struktury własnościowej banków działających w formie spółki akcyjnej w Polsce w porównaniu ze średnimi i dużymi krajami Unii Europejskiej i wpływu organów nadzoru bankowego oraz Prezesa Urzędu Ochrony Konkurencji i Konsumentów na ten stan (pkt 2);
3. prawidłowość działania Zarządu Narodowego Banku Polskiego w zakresie dokonywanych przez niego ocen funkcjonowania systemu bankowego w Polsce (pkt 3);
4. kwestię ewentualnego konfliktu interesów między rolą Prezesa Narodowego Banku Polskiego jako Przewodniczącego Rady Polityki Pieniężnej i Przewodniczącego Komisji Nadzoru Bankowego (pkt 4);
5. działalność osób występujących w imieniu Komisji Nadzoru Bankowego, Generalnego Inspektoratu Nadzoru Bankowego, Urzędu Ochrony Konkurencji i Konsumentów (dawniej Urzędu Antymonopolowego), Komisji Papierów Wartościowych i Giełd oraz Ministerstwa Skarbu Państwa i Ministerstwa Finansów pod kątem ewentualnego występowania konfliktu interesów wpływającego na brak bezstronności przy dokonywaniu rozstrzygnięć przez te osoby (pkt. 5);
6. działania ministrów oraz innych osób zajmujących kierownicze stanowiska państwowe w sprawach rozstrzygnięć dotyczących przekształceń kapitałowych i własnościowych w sektorze bankowym w okresie od 4 czerwca 1989 do 19 marca 2006 (pkt. 6);
7. ewentualne, nieuprawnione wpływanie przez osoby prywatne lub przedsiębiorców na działania, o których mowa w pkt 6 uchwały (pkt. 7).

## Orzeczenie Trybunału Konstytucyjnego
22 września 2006 Trybunał Konstytucyjny orzekł, że część przepisów uchwały Sejmu w sprawie powołania bankowej komisji śledczej jest niezgodna z Konstytucją. Skutkiem orzeczenia Komisja ma znacznie mniejsze kompetencje (z siedmiu punktów określających kompetencje Komisji Trybunał Konstytucyjny uznał cztery w całości niezgodne z Konstytucją, a trzy częściowo niezgodne z Konstytucją). Według Prezesa Trybunału Konstytucyjnego Marka Safjana Komisja w obecnej formie nie może dalej działać, wzywać na przesłuchanie ani podejmować żadnych innych czynności prawnych. Przewodniczący Komisji Artur Zawisza powiedział, że najbardziej rozsądnym będzie, jeżeli Komisja nie będzie wzywała kolejnych świadków do czasu kiedy Sejm ustosunkuje się do orzeczenia. Marszałek Sejmu Marek Jurek stwierdził, że Komisja może działać, o ile zostanie zmieniona uchwała ją powołująca.

## Posiedzenia Komisji
| Nr posiedzenia | Data                | Porządek dzienny |        |
| -------------- | ------------------- | --- | ------ |
| 1              | 12 maja 2006        | Wybór prezydium Komisji | [ 12 ] |
| 2              | 19 maja 2006        | posiedzenie zamknięte | [ 12 ] |
| 3              | 29 maja 2006        | 1. przedstawienie spisu instytucji oraz pożądanego zakresu informacji, o które występuje Komisja Śledcza, 2. dyskusja nad sprawami i zagadnieniami, które mogą być przedmiotem szczegółowych dochodzeń Komisji, po lekturze i analizie otrzymanych dokumentów oraz nad proponowaną chronologią podejmowania tych spraw i zagadnień, 3. wybór stałych doradców Komisji pełniących funkcje eksperckie (Władysław Balicki, Stanisław Domański, Tomasz Siemiątkowski, Waldemar Kozioł, Rafał Trusiewicz, Ryszard Wierzba, Monika Zbrojewicz, Jerzy Żyżyński). | [ 12 ] |
| 4              | 12 czerwca 2006     | 1. wystąpienie o kolejne materiały do organów władzy i innych instytucji, 2. plan pozyskiwania szczegółowych ekspertyz, 3. dalszy terminarz i zakres merytoryczny prac Komisji. | [ 12 ] |
| 5              | 21 sierpnia 2006    | 1. wyłonienie spraw będących postępowaniem Komisji Śledczej oraz świadków powoływanych przez Komisję w szczegółowych sprawach, 2. wybór dwóch nowych ekspertów Komisji (Jan Szambelańczyk, Radosław Potrzeszcz, w miejsce Ryszarda Wierzby i Waldemara Kozioła, którzy złożyli rezygnację), 3. sprawy różne. | [ 12 ] |
| 6              | 30 sierpnia 2006    | 1. Przedstawienie list świadków do poszczególnych spraw badanych przez Komisję Śledczą oraz ustalenie kolejności najbliższych rozpatrywanych spraw, 2. Uzupełnienie listy spraw rozpatrywanych przez Komisję, 3. Sprawy bieżące. | [ 12 ] |
| 7              | 12 września 2006    | 1. Przesłuchanie Ewy Balcerowicz, 2. Przesłuchanie Artura Radziwiłła, 3. Przesłuchanie Barbary Błaszczyk, 4. Sprawy bieżące. | [ 12 ] |
| 8              | 13 września 2006    | 1. Przesłuchanie Wojciecha Kostrzewy, 2. Sprawy bieżące. | [ 12 ] |
| 9              | 14 września 2006    | 1. Przesłuchanie Andrzeja Cylwika, 2. Przesłuchanie Andrzeja Burego, 3. Sprawy bieżące. | [ 12 ] |
| 10             | 15 września 2006    | 1. Rozpatrzenie prawnych aspektów związanych z nieusprawiedliwioną nieobecnością Leszka Balcerowicza przed Komisją Śledczą, 2. Podjęcie decyzji o przesłuchaniu na posiedzeniu zamkniętym świadków, na których ciąży obowiązek zachowania tajemnicy ustawowo chronionej, 3. Sprawy bieżące | [ 12 ] |
| 11             | 17 kwietnia 2007    | Rozpatrzenie kierunków i metodyki pracy Komisji. | [ 12 ] |
| 12             | 7 maja 2007         | 1. Przesłuchanie Józefa Oleksego, 2. Sprawy bieżące. | [ 12 ] |
| 13             | 15 maja 2007        | 1. Przesłuchanie Józefa Oleksego, 2. Sprawy bieżące. | [ 12 ] |
| 14             | 16 maja 2007        | 1. Przesłuchanie Bogdana Pęka, 2. Sprawy bieżące. | [ 12 ] |
| 15             | 29 maja 2007        | 1. Przesłuchanie Jacka Sochy, 2. Przesłuchanie Waldemara Pawlaka, 3. Sprawy bieżące. | [ 12 ] |
| 16             | 31 maja 2007        | 1. Przesłuchanie Henryka Chmielaka, 2. Przesłuchanie Mariana Rajczyka. | [ 12 ] |
| 17             | 1 czerwca 2007      | 1. Przesłuchanie Grzegorza Kołodki, 2. Przesłuchanie Krzysztofa Kalickiego. | [ 12 ] |
| 18             | 20 czerwca 2007     | 1. Przesłuchanie Jerzego Osiatyńskiego, 2. Przesłuchanie Sławomira Sikory, 3. Przesłuchanie Stefana Kawalca, 4. Sprawy bieżące. | [ 12 ] |
| 19             | 21 czerwca 2007     | 1. Przesłuchanie Marka Borowskiego, 2. Sprawy bieżące. | [ 12 ] |
| 20             | 22 czerwca 2007     | Sprawy bieżące. | [ 12 ] |
| 21             | 3 lipca 2007        | posiedzenie zamknięte | [ 12 ] |
| 22             | 9 lipca 2007        | 1. Przesłuchanie Ryszarda Pazury, 2. Sprawy bieżące. | [ 12 ] |
| 23             | 11 lipca 2007       | 1. Przesłuchanie Wojciecha Katnera, 2. Przesłuchanie Ryszarda Szyca, 3. Sprawy bieżące. | [ 12 ] |
| 24             | 27 sierpnia 2007    | posiedzenie zamknięte | [ 12 ] |
| 25             | 11 września 2007    | 1. Przesłuchanie Wodzimira Lesińskiego, 2. Sprawy bieżące. | [ 12 ] |
| 26             | 9 października 2007 | 1. Rozpatrzenie projektu częściowego sprawozdania Komisji Śledczej do zbadania nieprawidłowości w działaniach organów Państwa w procesie przekształceń niektórych banków, 2. Sprawy bieżące. | [ 12 ] |